# العصب الشوكي الصدري 6

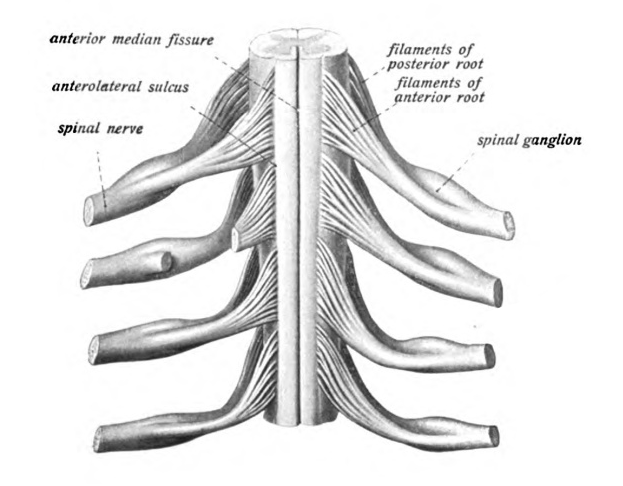
الحبل الشوكي مع الأعصاب الشوكية.

العصب الشوكي الصدري السادس (T6) هو عصب شوكي من القطعة الصدرية.
ينشأ من العمود الفقري من أسفل الفقرة الصدرية السادسة (T6).